# 河野俊嗣
河野 俊嗣（こうの しゅんじ、1964年〈昭和39年〉9月8日 - ）は、日本の政治家、自治・総務官僚。無所属。2007年2月から2010年10月まで宮崎県副知事を務め、2011年から同県知事（公選第18・19・20・21代）。

## 来歴

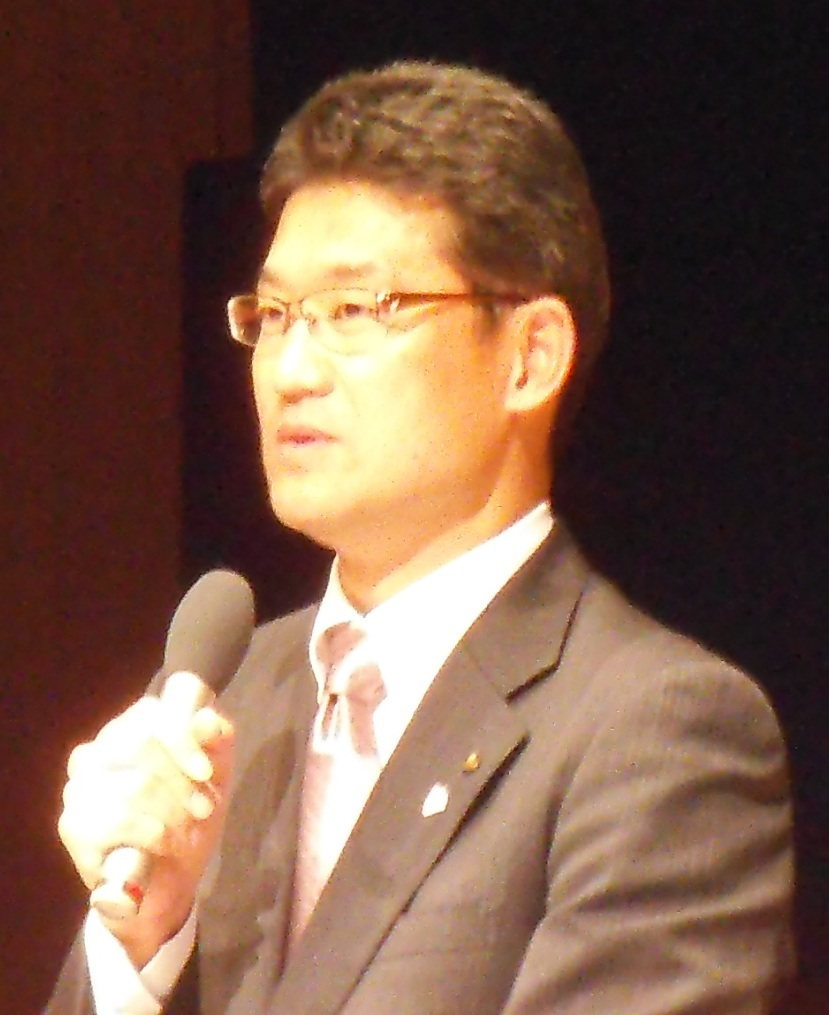
2012年11月、 明治大学にて

広島県呉市出身。広島大学附属高等学校、東京大学法学部（ゼミは憲法学、国際法）卒業後、1988年自治省（現:総務省）入省。宮城県庁勤務、ハーバード大学ロースクール法学修士（人事院長期在外研修として米国留学）、愛知県春日井市企画調整部長、国土庁出向、埼玉県まちづくり支援課長、同財政課長。総務省自治財政局地方債課理事官、税務企画官などを歴任。
2005年4月、宮崎県庁に出向し総務部長に就任。2007年2月、東国原英夫宮崎県知事の下で副知事に就任。2010年9月に東国原が再選不出馬を表明したのを受け、同年10月13日に県知事選出馬を表明し、同日付で副知事を退職。12月26日投開票の知事選で初当選し、2011年1月21日に就任した。2014年12月21日投開票の知事選挙で元衆議院議員の川村秀三郎らを破り、再選、2018年12月23日投開票の知事選挙で日本共産党が推薦する松本隆を破り、3選。2022年12月25日投開票の知事選挙で東国原とスーパークレイジー君を破り、4選された。

## 人物
同姓の衆議院議員である河野太郎とは血縁関係はないものの、しばしば顔が似ているとインターネット上で話題となっている。太郎とはTwitterなどで交流があり、2022年の知事選では太郎が応援演説に立ち「河野兄弟」とネタにする場面もあった。
無類の洋楽好きで宮崎放送の特番「アンクルマイクのサマークルージング」に出演した経験を持つ。

## 騒動
2023年1月、新型コロナウイルスに感染した河野知事が年末からのどの痛みを感じる中で感染判明前日の1日に初詣に出かけ、県秘書広報課が河野の行動履歴を掲載する宮崎日日新聞に当初の「初詣」から「公舎などで過ごす」に変更を依頼していたことが判明した。同社は応じず、初詣の行動履歴を3日付の紙面に掲載した。8日、河野は記者会見で「適切な判断を欠いた。県政への信頼を失墜させ誠に申し訳ない」と謝罪した。削除要請について県職員から事前に相談を受け「仕方ないのかな」と返答し明確に反対しなかったことも明らかにした。20日、自身の処分として2カ月無給とする考えを県議会全員協議会で表明した。